# Golantepus
Golantepus is een bestuurslaag in het regentschap Kudus van de provincie Midden-Java, Indonesië. Golantepus telt 5588 inwoners (volkstelling 2010).